# Chrysuronia
A Chrysuronia a madarak osztályának sarlósfecske-alakúak (Apodiformes) rendjébe és a kolibrifélék (Trochilidae) családjába tartozó nem. A fajok egy kivételével, az Amazilia, a Hylocharis és a Lepidopyga nembe tartoztak régebben.

## Rendszerezésük
A nemet Rene Primevere Lesson francia ornitológus írta le 1831-ben, az alábbi fajok tartoznak ide:
- fényeshátú amazília (Chrysuronia versicolor)
- Chrysuronia goudoti
- aranyfarkú zafírkolibri (Chrysuronia oenone)
- Chrysuronia coeruleogularis
- Chrysuronia lilliae
- Chrysuronia humboldtii
- Chrysuronia grayi
- Chrysuronia brevirostris
- Gmelin-amazília (Chrysuronia leucogaster)

## Előfordulásuk
Dél-Amerika területén honosak. Természetes élőhelyeik a szubtrópusi vagy trópusi száraz erdők, mangroveerdők, síkvidéki és hegyi esőerdők, száraz szavannák és száraz cserjések, valamint emberi környezet. Állandó, nem vonuló fajok.

## Megjelenésük
Testhosszuk 10-11 centiméter körüli.